# Daniel Gillès
Pour les articles homonymes, voir Gillès et Pélichy.
Daniel Gillès de Pélichy (Bruges 15 mai 1917 - Bruxelles 18 mai 1981) (nom de plume Daniel Gillès), est un écrivain belge.

## Biographie
Le baron Daniel Gillès de Pélichy était le septième des neuf enfants de Bénédict Gillès de Pélichy et d'Adrienne le Bailly de Tilleghem. Il épousa en 1948 Simone Lambinon (1918-2004) et ils eurent une fille, Daniela (°1952)
Ayant obtenu en 1941 son diplôme de docteur en droit devant le Jury Central, il fut inscrit au barreau de Bruges de 1942 à 1944, en tant que stagiaire auprès de l'avocat Joseph Schramme. Contrairement à son frère ainé Adrien Gillès de Pélichy (1909-1979) qui pendant la guerre fut échevin de Bruxelles et gouverneur du Brabant, Daniel Gillès sympathisa avec la Résistance. 
Après la guerre il s'adonna à la littérature. Il fut membre du Comité du PEN club de langue française et président du Centre Belge de l'Association internationale des Critiques littéraires.
Parmi ses ouvrages figurent trois biographies: Tolstoï (1959), D.H. Lawrence (1965) et Tchékhov (1967). Ce dernier ouvrage lui a valu en France le Grand Prix des Critiques Littéraires. Son roman à clef Les brouillards de Bruges (1962) lui valut un succès basé sur le scandale.

## Œuvre
- Vous êtes tous poètes, Bruges, Desclée de Brouwer, 1942
- Mort la douce, Éd. des Artistes, 1951 (Prix Rossel)
- Jetons de présence, Paris, Julliard, 1954 (satire du monde financier belge)
- Le coupon 44, Paris, Julliard, 1956
- L'état de grâce, Paris, Gallimard, 1958
- Tolstoï, Paris, Julliard, 1959 (biographie)
- La Termitière, 1960, Paris, Gallimard, (la crise au Congo)
- Les brouillards de Bruges, Paris, Julliard, 1962 (roman à clef brugeois)
- D. H. Lawrence ou le puritain scandaleux, Paris, Julliard, 1964 (biographie)
- Tchékhov ou le spectateur désenchanté, Paris, Julliard, 1967 (Grand Prix de la Critique littéraire) (biographie)
- La Rouille, Paris, Julliard, 1971 (roman)
- La Transat, un océan d'exploits, Paris, Neptune - Éditions du Pen-Duick, 1976
- Le cinquième commandement, cycles de roman sur la période 1939-1945:
  - Le Festival de Salzbourg, Paris, Albin Michel, 1974 (Grand Prix Triennal du Roman, Belgique).
  - Nés pour mourir, Paris, Albin Michel, 1975
  - La Tache de sang, Paris, Albin Michel, 1977
  - Le Spectateur brandebourgeois, Paris, Albin Michel, 1979
  - Laurence de la nuit, Paris, Albin Michel, 1981